# Кароліна Альбукерке
Кароліна Альбукерке  (порт. Carolina Demartini de Albuquerque, як гравець відома під іменем Карол (порт. Carol); 25 липня 1977) — бразильська волейболістка, олімпійська чемпіонка.

## Виступи на Олімпіадах
| Олімпіада  | Дисципліна | Місце |
| ---------- | ---------- | ----- |
| Пекін 2008 | волейбол   | 1     |

## Клуби
| Клуби                   | Роки      |
| ----------------------- | --------- |
| «Греміо» (Порту-Алегрі) | 1992—1993 |
| «Піньєрос» (Сан-Паулу)  | 1994—2000 |
| «Озаску»                | 2000—2002 |
| «Макае Спортс»          | 2002—2003 |
| «Озаску»                | 2004—2006 |
| «Макае Спортс»          | 2006—2007 |
| «Озаску»                | 2007—2011 |
| «Мурсія»                | 2011—2012 |
| «Сесі-СП» (Сан-Паулу)   | 2012—2015 |
| «Озаску»                | 2016—2019 |
| ПАОК (Салоніки)         | 2019—2020 |
| «Озаску»                | 2020—2022 |